# Marguerite Evard
Marguerite Evard (* 6. Juni 1880 in Le Locle; † 15. August 1950 ebenda; heimatberechtigt in Chézard-Saint-Martin) war eine Schweizer Feministin und Lehrerin.

## Leben
Marguerite Evard wurde als Tochter des Georges Emile Alexandre Evard und der Louise Fanny Droz-dit-Busset geboren. Evard studierte an der Universität Neuenburg, unter anderem bei Prof. Philippe Godet, und war die erste Frau, die an der philosophischen Fakultät ein Lizentiat erwarb. 1914 schloss sie ihre Doktorarbeit in experimenteller Psychologie ab. Von 1906 bis 1935 unterrichtete sie Französisch, Latein und Hauswirtschaft an der Handelsschule und der pädagogischen Abteilung in Le Locle.
Ab 1906 war Evard Präsidentin der Union féministe von Le Locle. Weiter war sie Mitglied und später Vizepräsidentin der Bildungskommission des Bundes Schweizerischer Frauenorganisationen, wo sie sich für staatsbürgerliche Erziehung und Mütterfortbildung einsetzte. Sie führte die Gespräche über Erziehungsfragen im Lausanner Radio ein, veranstaltete Tagungen über Bildung in Neuenburg und Lausanne und veröffentlichte zahlreiche Beiträge im Bulletin der Organisation Pro Juventute und im Annuaire de l’Instruction publique en Suisse.

## Werke
- L’adolescente, 1914.
- La femme suisse éducatrice, 1928.